# Делиджеырмак
Дели́джеырма́к (Делидже-Ирмак, Делидже-Ырмак, тур. Delice Irmağı от ırmak (ырмак) — река, также Делидже-су — «бешеная вода») — река в Турции, в Каппадокии, правый приток Кызылырмака. Длина — 308 км. Берёт исток в 42 км к юго-востоку от города Делидже, в городе Шефаатли в иле Йозгат при слиянии рек Канак и Карасу (Karasu). Течёт на северо-восток через деревню Делидже и город Еркёй до Делидже и поворачивает на север. Принимает левый приток Кылычёзю. По реке проходит граница илов Кырыккале и Чорум. У Кавшита принимает правый приток Будакёзю. Близ устья по реке проходит граница илов Чанкыры и Чорум. Впадает в Кызылырмак у деревни Кула в иле Чорум.
В древности река называлась Каппадокс (др.-греч. Καππάδοξ), а Кызылырмак носил название Галис. От устья реки Каппадокс по реке Галис проходила граница Понта и Пафлагонии.